# Lyssach
Lyssach is een gemeente en plaats in het Zwitserse kanton Bern, en maakt deel uit van het district Emmental.
Lyssach telt 1.398 inwoners.